# Slaget ved Bentonville
Slaget ved Bentonville blev udkæmpet mellem 19. marts og 21. marts 1865, i Bentonville, North Carolina, nær den nutidige by Four Oaks, som led i Carolina kampagnen i den amerikanske borgerkrig. Det var det sidste større slag som blev udkæmpet mellem hærene under generalmajor William T. Sherman og general Joseph E. Johnston. I betragtning af fjendens overvældende styrke og de forholdsvis store tab hans hær havde haft i slaget overgav Johnston sig til Sherman lidt over en måned senere ved Bennett Place, i nærheden af Durham Station. Sammen med Robert E. Lees overgivelse tidligere i april udgjorde Johnstons overgivelse den reelle afslutning på krigen.

## Baggrund
Gennem slutningen af vinteren og det tidlige forår i 1865 havde William T. Shermas Unionshær fejet som en vind af ødelæggelse gennem South Carolina, en logisk fortsættelse på det foregående efterårs Shermans march til havet. Den 8. marts krydsede Unionssoldater grænsen til North Carolina da en samling konfødererede enheder forsøgte at samle sig for at blokere deres vej. Sherman delte sin hær i to dele, en venstre fløj under kommando af generalmajor Henry W. Slocum og en højre fløj under generalmajor Oliver O. Howard. De to fløje rykkede frem ad hver sin vej mod Goldsboro fra den 13. marts. Konfødereret rekognoscering afslørede denne fremgangsmåde og Johnston forsøgte at samle hele sin hær imod Slocums fløj inden den sluttede sig til resten af Unionshæren. Det konfødererede angreb begyndte den 19. marts da Slocums mænd marcherede på Goldsboro Road, 1½ km syd for Bentonville.

## Slaget
Slocum var overbevist om at han kun stod overfor fjendtlig kavaleri, ikke en hel hær. Derfor meddelte han i første omfang Sherman, at han blot stod overfor flygtig modstand ved Bentonville og ikke behøvede hjælp. Men om eftermiddagen strømmede konfødereret infanteri ud af skovene langs Goldsboro Road og drev Unionens venstre flanke tilbage i uorden. Konfødererede tropper under generalmajor D.H. Hill fyldte området, som var efterladt af de retirerende Unionstropper og begyndte at beskyde de resterende Unionstropper fra siden. Efter en hidsig kamp begyndte Unionsforstærkninger at ankomme og bremsede Hills angreb. Kampene fortsatte efter nattens frembrud, da de konfødererede uden succes forsøgte at drive den resterende Unionslinje tilbage.
Slocum havde bedt om hjælp fra Sherman under eftermiddagens angreb, og Johnston, som vidste at han snart ville være stærkt i undertal brugte sin venstre flanke til at dække sin eneste mulige flugtvej over Mill Creek. Howards fløj ankom på slagmarken sent på eftermiddagen den 20. marts og forlængede Slocums højre flanke. Kun mindre træfninger fandt sted denne dag.
Den 21. marts iværksatte generalmajor Joseph A. Mower fra Unionshæren et uautoriseret angreb på konføderationens venstre flanke, som forsvarede Mill Creek Bridge. Mowers mænd nåede at komme indenfor 1½ km fra overgangen inden Sherman kategorisk beordrede dem tilbage. I sine erindringer erkendte Sherman, at det var en fej,l og at han gik glip af en mulighed for at afslutte kampagnen ved at fange hele Johnstons hær netop der. Blandt de faldne konfødererede var generalløjtnant William J. Hardees 16 år gamle søn, Willie. Hardee havde modstræbende tilladt sin søn at tilslutte sig 8. Texas Cavalry blot timer inden Mowers angreb.
I løbet af natten trak Johnston sin hær over Mill Creek og brænde broen efter sig. Sherman tog ikke meget notits af det og forfulgte ikke de konfødererede men fortsatte sin match mod Goldboro. Den konfødererede hær havde mistet sin sidste chance for at opnå en afgørende sejr over Unionshæren i North Carolina.
Slagmarken er bevaret som Bentonville Battlefield, som blev erklæret for et National Historic Landmark i 1996.

## Eksterne links
- Bentonville Battlefield Arkiveret 18. april 2008 hos  Wayback Machine
- CWPT Kampagnen for at bevare 173 acres ved Bentonville Battlefield Arkiveret 4. marts 2009 hos  Wayback Machine
- The Flags of Bentonville: Unions og konfødererede flag som blev anvendt af enhederne i slaget ved Bentonville Arkiveret 25. januar 2009 hos  Wayback Machine
- The Battle of Bentonville: Caring for Casualties of the Civil War, a National Park Service Teaching with Historic Places (TwHP) lesson plan